# Muzeum Mitologii Słowiańskiej
Muzeum Mitologii Słowiańskiej – muzeum założone w 2017 roku w Owidzu, w gminie Starogard Gdański. Muzeum poświęcone jest religii i mitologii Słowian – deklaruje się jako pierwsza i jedyna jak dotąd tego typu instytucja w Europie. Otwarcie muzeum nastąpiło 24 czerwca 2017; działa ono na terenie Grodziska Owidz w ramach jego współpracy ze Stowarzyszeniem Ekologiczno-Kulturalnym „Wspólna Ziemia”.